# Gleby niecałkowite
Gleby niecałkowite – gleby zawierające w obrębie swojego profilu materiał o różnym pochodzeniu geologicznym oraz, najczęściej, o zróżnicowanym uziarnieniu.
Gleby niecałkowite są zbudowane ze skał niemasywnych i najczęściej są dwudzielne, gdzie np. osady pyłowe lub gliniaste leżą na osadach piaskowych lub żwirowych (lub odwrotnie). Taka dwudzielność ma duże znaczenie dla gospodarki wodnej w glebie, wpływa na jej produktywność, a przez to również na jej rolniczą lub leśną bonitację. Występowanie nieciągłości litologicznych w obrębie profilu glebowego (do głębokości 150 cm, albo 200 cm w glebach leśnych) wynika z różnego pochodzenia geologicznego utworów, a nie z zachodzących procesów glebotwórczych. Nieciągłości te objawiają się przede wszystkim skokowymi zmianami uziarnienia. 
W zależności od głębokości występowania pierwszej skokowej zmiany uziarnienia wyróżnia się trzy grupy gleb niecałkowitych: 
- płytkie - jednolity materiał powierzchniowy jest płytszy niż 50 cm, tzn. nieciągłość litologiczna pomiędzy utworami o różnej genezie występuje na głębokości mniejszej niż 50 cm od powierzchni;
- średnio głębokie - jednolity materiał powierzchniowy posiada miąższość 50 do 100 cm;
- głębokie - jednolity materiał powierzchniowy posiada miąższość powyżej 100 cm, lecz mniejszą niż 150 cm[2][3].